# Garmā Poshteh
Garmā Poshteh (persiska: گرما پشته, کرات سرا) är en ort i Iran.   Den ligger i provinsen Mazandaran, i den norra delen av landet, 130 km norr om huvudstaden Teheran. Garmā Poshteh ligger 172 meter över havet och antalet invånare är 290.
Terrängen runt Garmā Poshteh är varierad.Runt Garmā Poshteh är det ganska tätbefolkat, med 116 invånare per kvadratkilometer. Närmaste större samhälle är Tonekābon, 8,8 km norr om Garmā Poshteh. I omgivningarna runt Garmā Poshteh växer i huvudsak blandskog.